# ジェーン・エリオット
ジェーン・エリオット(Jane Elliott、1933年5月27日 - )は、アイオワ州ライスビル生まれのアメリカ合衆国の教師。

## 経歴
人種差別反対の活動家として知られている。1968年、彼女は有名な「青い目茶色い目のワークショップ」を開発し、授業の模様がABCテレビのニュース取材班によって録画され、1970年5月「目の色が巻き起こした嵐」というタイトルのドキュメンタリ番組として全米に放送された。
1985年3月には、エリオットの授業と子どもたちのその後を追った「分離された教室」(Class was Divided)というドキュメンタリ番組が製作され、エリオットは再び注目を集めた。この番組は、1985年のエミー賞を受賞している。このワークショップは、その時一回限りのものではなく、彼女が在職中は毎年実施された。
エリオットはその後教職を去り、人種差別に対する犯罪がなくなることを願って、全米各地の刑務所や企業でこの試みを行った。彼女は、このワークショップを長年にわたって、様々な国の参加者に実施して、その結果には違いはないという。

## 初期の人生とキャリア
エリオットは1933年にアイオワ州ライスビルまたはその近くの家族の農場で両親ロイドとマーガレット（ベンソン）・ジェニソンの子どもとして生まれた。彼女の父親はアイルランド系アメリカ人であった。彼女は数人の子供の4番目だった。何人兄弟だったかは、報道機関により、5人もしくは7人とされ、定かではない。
エリオットは高校を卒業した後、1952年にアイオワ州立教師大学（現在のノーザンアイオワ大学）に通い、5四半期で臨時小学校教育資格を取得しました。1953年、彼女はアイオワ州ランドールの1教室しかない小学校で教師としてのキャリアを開始した。

## 人種差別の影響について教える切っ掛け
1968年4月4日の夜、エリオットはテレビの電源を入れ、マーティン・ルーサー・キングジュニア牧師の暗殺を知った。彼女は、白人の記者が地元の黒人の指導者にマイクを向けて次のような質問をしたシーンを鮮明に覚えていると言います。「『私たちの』指導者ジョン・F・ケネディが数年前に殺されたとき、彼の未亡人は私たちをまとめました。誰が『あなたの』人々を率いるつもりですか？」その後、彼女はネイティブ・アメリカンについて計画したレッスンを、彼女が2月のヒーロー・オブ・ザ・マンス・プロジェクトのためにマーティンルーサーキングジュニアについて計画したレッスンと組み合わせることを決めた。エリオットは、キングの死のニュースを見たとき、ネイティブアメリカンについてのレッスンユニットで使用するためにテントにアイロンをかけているところだった。2つのレッスンを結び付けるために、彼女はスー族の祈りを使用した。「ああ、大いなる神秘よ、私が彼の男の足跡を見定めるまで、私がその男を早計に判断しないよう見守りください。[原文のママ]」。
彼女は彼女の小さな町、全員が白人の子どもたちに、「黒人の子どもが一日をどう過ごすのか」という経験をさせてやりたいと思った。

## 目の色と茶色の首輪についての最初の経験
スティーブン・アームストロングは、エリオットの教室に到着した最初の子供だった。（マーティン・ルーサー・キング・ジュニアについ）彼は「なぜ彼らはその王を撃ったのですか？」と尋ねた。クラスの残りの子どもたちが到着した後、エリオットは彼らに、黒人の男の子または女の子だったとしたら、どんな感じだろうか尋ねた。
彼女はクラスに、差別というのは自分で体験しなければ理解するのは難しいだろうと説明し、子供たちにそれを知りたいかどうか尋ねました。子供たちは一斉に「やりた～い」と同意した。彼女は、人種差別がどのようなものになるかを子供たちに示すために、肌の色ではなく目の色に基づいてやってみることにした。
演習の初日、彼女は茶色の目の子どもたちを優れたグループということにした。エリオットは青い布の首輪を与え、マイノリティグループを簡単に識別する方法として、茶色の目の生徒に青い目の仲間の首にそれらを巻き付けるように依頼した。彼女は茶色の目の子供たちに、昼食時の二次援助、新しいジャングルジムへのアクセス、休憩時間の5分間などの追加の特権を与えた。茶色の目の子供たちは教室の前に座り、青い目の子供たちは後列に座らされた。茶色の目の子どもたちは、他の茶色の目の子どもたちとだけ遊び、青い目の子どもたちを無視するように指示された。エリオットは、茶色の目と青い目の子どもたちが同じ噴水から飲むことを禁止し、この演習のルールに従わなかったときに青い目の子どもをしばしば非難た。彼女はしばしば生徒を選び出すことによって2つのグループの違いを明確化し、青い目の子どもたちの否定的な側面をあげつらってポイントを強調した。
最初、マイノリティグループの生徒の間では、茶色の目の子供は青い目の子供よりも優れているという考えに抵抗があった。これに対抗するために、エリオットは、肌や毛髪、目の色をつくるメラニンという色素はより高い知性や学習能力と関係しているのだという嘘の説明をした。その後まもなく、この最初の抵抗はなくなりました。「優れた」と見なされた生徒たちは、「劣った」同級生に対して傲慢で、偉そうで、さもなければ不快な態度を取るようになった。簡単なテストでの成績は良く、以前は能力の範囲外に見えた数学と読解のタスクを完了した。「劣った」クラスメートも変身した–臆病で従順な子供たちになり、テストでの得点が低くなり、休憩中であっても、以前はクラスで支配的だった子供たちも含めて孤立するようになった。これらの子供たちの学業成績は、以前は単純だった仕事でさえも苦しむようになった。
次の月曜、エリオットは演習での生徒たちの立場を逆転させ、青い目の子供たちを優れたものにした。青い目の子供たちは前日に起こったのと同じように茶色の目の子供たちをからかったが、エリオットはそれがはるかに弱かったと報告している。その水曜日の2時30分に、エリオットは茶色の目の子供たちに首輪を外すように言った。経験を振り返るために、彼女は子供たちに彼らが学んだことを書き留めるように指示した。

## 反応と世間の注目
子供たちがこの体験について書いた作文は、1968年4月18日のライスビルレコーダーの4ページに「差別の感じ方」という見出しで掲載され、AP通信によって取り上げられた。AP通信の記事の結果として、エリオットはジョニー・カーソンのトゥナイトショーに出演するよう招かれた。彼女が短いインタビューのコーナートで彼女の実験授業について話した後、何百もの電話がショーの受付電話にかかってくるほど、聴衆の反応は即時で、それの多くは否定的であった。よく引用される手紙には、「白人の子どもたちにこの残酷な実験を試してみるというのはいかがなものだろうか？黒人の子どもたちはそのような行動に慣れているが、白人の子どもたちはそれを理解する方法がない。白人の子どもたちにとっては残酷であり、彼らは大きな心理的ダメージを与ることになる。」
エリオットをそういう受け止め方をした視聴者は、ライスビルでも彼女を人気ものにはしなかった。彼女がトゥナイトショーに出演した翌日、教員室に足を踏み入れると、何人かの教師は部屋を出ていった。彼女が用事をするためにダウンタウンに行くと、彼女は陰口をきく話し声を聞いた。長女が中学生の女子トイレに行くと、用を済ませて出てくると、鏡に赤い口紅で嫌なメッセージが走り書きされていた。
エリオットは、同僚の中でも、彼女の実験授業が世間に知られるようになった後も、彼女と口を利いてくれたのはルース・セトカ1人だけだった、と述べている。セトカは、自分だけが話し続けていることに気づいたと語った。セトカは、エリオットの実験授業が非常に反発を受けた理由は、生徒がとても幼かったためであり、この授業は少なくとも中学生で行われるべきだったと考えていた。2003年のインタビューで、エリオットは、ライスビルコミュニティの約20％が、4月4日に彼女がした授業についてまだ彼女に腹を立てており、一部の人はまだ彼女を「クロンボが好きなやつ」(n-word lover、nはNiggerのn)と呼んでいると言ったが、彼女は他の80%の人には感謝していた。
しかし、彼女の運動のニュースが広まるにつれて、彼女はより多くのテレビ番組に出演し、大人のための専門的なトレーニングの日にはこの実験授業を繰り返し実施するようになった。1970年12月15日、エリオットは子供と若者に関するホワイトハウス会議(en:White House Conference on Children and Youth)で大人の教育者にこの授業を体験させた。
1970年、ABC はエリオットに関するドキュメンタリー「嵐の目」を制作した。これにより、彼女はさらに全国的に知られるようになった。その後、ウィリアム・ピータースが『青い目 茶色い目 人種差別と戦った教育の記録』(“A Class Divided”)とその続編A Class Divided: Then and Nowの2冊の本を書き、『青い目 茶色い目 人種差別と戦った教育の記録』は1985年にPBSフロントラインのドキュメンタリーになり、続編には、エリオットがヒルマン賞(ヒルマン賞を受賞)した”The Eye of theStorm”に登場する子どもたちとの再会が含まれていた。実験授業のテレビ版は、2009年10月29日にチャンネル4で、「イベント：人種差別主義者はどうですか？」というタイトルで上映された。このドキュメンタリーは、プロデューサーによると、ジェーン・エリオットとの合意に基づき、人種差別的な行動の影響についての認識を高めることを目的としていた。授業の後、エリオットは結果は「私がいつも慣れているほど、上手く行かなかった」と述べ、ジャーナリストのアンドリュー・アンソニーは「黒人の成功よりも白人の恐怖に興奮しているというしつこい疑い」を残した。
エリオットは、1992年4月24日にABCでピータージェニングスによって「今週の人物」として取り上げられた。彼女は、孔子、プラトン、ブッカー・T・ワシントン、およびマリア・モンテッソーリとともにマグロウヒルの教科書編集者によって30人の歴史上の著名な教育者にリストされている。彼女は350のカレッジ、大学から講演に招待され、オプラ・ウィンフリーショーに5回出演しています。
2016年11月、エリオットの名前がBBCの年間100人の女性リストに追加された。

## 職場での多様性トレーニングの始まり
エリオットはダイバーシティ・トレーニング(さまざまな「違い」を尊重して受け入れ、社員の多様な知識、経験、視点や能力を最大限活用し、企業競争力を高める研修)の先駆者であると考えられており、「青い目 茶色い目」ワークショップは、現在ダイバーシティ・トレーニングと呼ばれているものの多くの基礎となっています。彼女は、ゼネラル・エレクトリック、エクソン、AT&T、IBMなどの企業でこのようなトレーニングを行っており、FBI、IRS、米国海軍、米国教育省、および米国郵政公社で講義を行っている。
ライスビルの学校制度は、エリオットに、学外の組織への彼女の実験授業に基づいたワークショップとトレーニングを実施するための無給休暇を与えた。しかし、教室から離れたいという欲求が彼女の中で大きくなり、最終的には公立学校の教師としてのキャリアに問題が生じまてきた。エリオットは 1980年代半ばに教職を離れ、フルタイムでダイバーシティ・トレーニングに専念し、企業の世界向けに教室でのエクササイズを再開発した。これは、チームワーク、利益、および「一緒に勝つ」雰囲気を促進する方法として積極的に推進された。この企業演習のために、エリオットは目の色に基づいて多民族のグループを分け、青い目をした個人を屈辱と軽蔑の沈滞した場面の中に立たせる。ほんの数時間で、エリオットの指示は青い目をした労働者を気を散らし、意気消沈させ、最も単純な命令につまずようになる。。
1970年代と1980年代に組織内の有色人種が増加しただけでなく、公民権運動からの圧力によって多文化主義を促進するようにという米国の裁判所の判決と連邦政策もあって、企業はその間にそうしたトレーニングを提供するというアイデアを魅力的だと感じるようになった。
当時の多くの企業は、ダイバーシティ・トレーニングを否定的な法的措置や宣伝を避ける手段と見なすようになった。エリオットは、「人種差別をなくすのにいい理由が他に思い浮かびないとしたら、それは本当のお金の節約のためだと考えてください」と語った。エリオットに触発されたダイバーシティ・トレーニングは、米国以外でも活用されている。2000年人種関係修正法が英国で可決されたとき、100 の多様性研修会社が多様性ディレクトリにリストされました。英国人事教育協会の調査によると、これらの企業の 70% は、ダイバーシティ トレーニングが重要な役割を果たすダイバーシティ・ポリシーを持っている。これらのコースの多くは、提示された問題の理解に関してエリオットのモデルを元にしている。

## 最初の実験授業の残したもの
1972年から1979年までライスビル小学校の校長を務めたウィーバー校長は、彼女は物事を異なったやり方ですることができる優れた教師であり、他の教師からその成功を羨ましがられたのだと思っている。元校長のスティーブ・ハーナックは、彼女は学問を教えるのが得意であるとコメントし、両親を巻き込んでいれば、コミュニティで問題を抱えることは少なくなっただろうと示唆した。エリオットの元同僚であるルース・セトカは、ライスビルのエリオットに対する態度について、「みんな彼女の件でうんざりしている。私も彼女と彼女の実験授業について、そしてここにいる誰もが人種差別主義者であることを聞くのにうんざりしている。それは真実ではない。先に進みましょう」とコメントした。

### 科学的な検証
エリオットの実験授業に関する科学的な検証は、長期的な偏見を軽減する中程度の結果を示している。が、潜在的な心理的害が潜在的な利益を上回るかどうかという問題については決定的ではない。アイバー・グッドソンとパット・サイクスという2人のイギリスの教育学の教授は、エリオットが行ったことは非倫理的であり(研究倫理に反している)、心理的および感情的に有害であると主張している. 彼らはまた、実験授業の目的が事前に子供たちに知らされていないという事実に関連する倫理的懸念を表明した。
成人向けのダイバーシティ・トレーニングの測定結果は中程度である。ユタ州立大学による 1990年の調査研究の結果は、実質的にすべての被験者が、その経験が自分たちにとって意味のあるものであると報告したことである。ただし、偏見の軽減のための活動の有効性を支持する統計的証拠は中程度でした。事実上すべての参加者とシミュレーションファシリテーターがシミュレーションからのストレスを報告した。
ジョージア大学のトレイシー・スチュアート が 2003年に行った別のプログラム評価では、白人大学生はアジア系アメリカ人やラテン系の個人に対して有意に肯定的な態度を示したが、アフリカ系アメリカ人の個人に対してはわずかに肯定的な態度を示した。一部のコースでは、参加者は「変化することができない」ことに欲求不満を感じ、代わりに、より敏感であるはずのグループに対して怒りを感じ始めることがある。また、人は攻撃的であることや気分を害されることに対して過敏になるため、不安を引き起こす可能性もある。これらのトレーニング イニシアチブの長期的な成果に対する効果の測定値はあまりよくない。
2003年の調査では、マードック大学は、人種差別を減らすための成功した戦略のリストに「青い目/茶色の目」運動を含めていない。

## 私生活
エリオットは、1955年にダラルド・エリオット（1934年 - 2013年）と結婚し、4人の子供がいる。夫のダラルド・エリオットは、2013年に亡くなった。彼らはアイオワ州オーセージとカリフォルニア州サンシティに住居を構えた。2019年5月24日、ジェーン・エリオットは、CSU ベーカーズフィールドから名誉学位を授与されている。